# Пестрецово (Владимирская область)
Пестрецово — упразднённая деревня в Александровском районе Владимирской области России.

## География
Урочище находится в северо-западной части области, в зоне хвойно-широколиственных лесов, на левом берегу реки Киржелки, на расстоянии примерно 25 километров (по прямой) к северо-западу от города Александрова, административного центра района.

### Климат
Климат характеризуется как умеренно континентальный, с умеренно тёплым летом, холодной зимой, короткой весной и облачной, часто дождливой осенью. Среднегодовая температура воздуха — +3,4 °C. Годовое количество атмосферных осадков — 549 миллиметров, из которых большая часть выпадает в тёплый период.

## История
В «Списке населенных мест Владимирской губернии по сведениям 1859 года» населённый пункт упомянут как владельческое сельцо Петрецово Переславского уезда, расположенное при пруде, в 30 верстах от уездного города. В сельце насчитывалось 5 дворов и проживало 49 человек (26 мужчин и 23 женщины).
По состоянию на 1905 год, в Петрецове имелось 12 дворов и проживало 68 человек. В административном отношении деревня входила в состав Вишняковской волости.
В советское время входила в состав Дуденевского сельсовета Александровского района (в период с 1941 до 1965 годы — в составе Струнинского района). Упразднена решением облисполкома № 1086 от 22 сентября 1965 года как фактически не существующая.